# Bao tiểu thể
Bao Bowman hay bao tiểu thể là một túi bao hình cái cốc nằm ở đoạn đầu thành phần ống của một đơn vị thận trong thận của động vật có vú, thực hiện bước đầu tiên trong quy trình lọc máu tạo nước tiểu. Trong mỗi bao là một quản cầu. Các dịch từ máu trong quản cầu được thu thập trong bao Bowman (nói một cách khác, lọc cầu thận) và sau đó sẽ được tiếp tục xử lý xuyên suốt đơn vị thận để tạo thành nước tiểu. Bao Bowman được đặt theo tên của Sir William Bowman, người đã xác định nó vào năm 1842.

## Giải phẫu
Trong bao có chùm mao mạch malpighi gần các tiểu động mạch đến và đi
Bao Bowman là một cái bọc có hai lớp, ôm lấy cuộn mạch.
Lá ngoài là một biểu mô lát đơn lót ngoài bởi màng đáy. Ở cực niệu biểu mô này nối tiếp với biểu  mô của ống gần.
Lá trong được cấu tạo bởi những tế bào hình sao gọi là tế bào có chân (podocytes). Từ thân tế bào tỏa ra những nhánh bào tương bậc 1 và bậc 2 đến tiếp xúc với màng đáy bởi những chân phình.
Giữa hai lớp là khoang Bowman, trong khoang chứa dịch siêu lọc (nước tiểu đầu). Bình thương mỗi phút có 120–130 cm³ chất siêu lọc của huyết tương lọt qua bộ phận lọc của tiểu cầu thận ra khoang Bowman Khoang Bowman thông trực tiếp với ống lượn gần. Miệng bao rất hẹp là nơi đi vào và đi ra của động mạch. Động mạch đến (nhánh của động mạch thẳng) sau khi vào bao Bowman nó chia ra khoảng 50 mao mạch chạy song song và có những chỗ thông sang nhau, tạo nên một mạng lưới mao động mạch(cuộn mạch) nằm gọn trong bao Bowman. Sau đó các mao động mạch tập trung lại thành động mạch đi ra khỏi tiểu cầu.